# Bernhard Roß

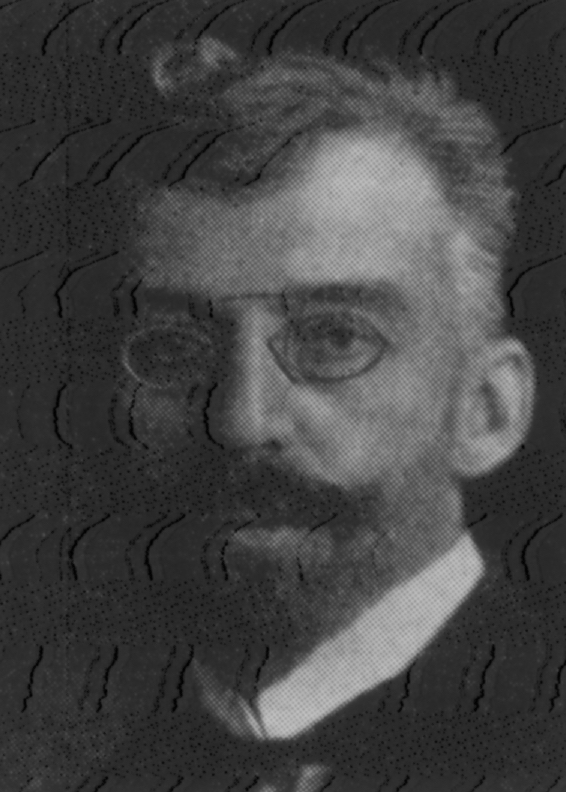
Bernhard Roß

Bernhard Roß (* 14. Mai 1865 in Aachen; † 9. März 1919 in Hannover; vollständiger Name Bernhard Alfred Friedrich Hubert Ross) war ein deutscher Architekt und Hochschullehrer an der Technischen Hochschule Hannover.

## Leben

### Familie
Bernhard Roß war verheiratet mit Irmgard, einer Tochter des Lindener Fabrikanten Johann Egestorff und Stieftochter des Architekten Heinrich Köhler.

### Werdegang
Bernhard Ross studierte 1885–1889 an der Technischen Hochschule Hannover, 1887 wurde er Mitglied der Bauhütte zum weißen Blatt. Nach dem Studium begann er ein Referendariat, das er 1893 mit dem 2. Staatsexamen und der Ernennung zum Regierungsbaumeister (Assessor in der öffentlichen Bauverwaltung) abschloss. 
Ab 1895 lehrte er als Privatdozent Architektur an der Technischen Hochschule Hannover, wo er von 1897 bis 1901 als Assistent arbeitete und von 1897 bis 1899 auch als Dozent für Akustik und Profanbau der italienischen Renaissance beschäftigt war. 1899 wurde Ross von der Hochschule zum Professor berufen, ab 1903 oblagen ihm die Lehrgebiete Statik und Kunstgeschichte.
1914 wurde Bernhard Ross zum Geheimen Regierungsrat ernannt.

## Schriften
- Einführung in das technische Zeichnen für Architekten, Bauingenieure, und Bautechniker. Entwickelung der wichtigsten Methoden zeichnerischer Darstellung angewandt auf technische Gegenstände nebst Erörterungen über die hierbei zur Verwendung kommenden Materialien. Kreidel, Wiesbaden 1902.